# Maskestenen
Maskestenen er en runesten med et fremtrædende maske-motiv. Maske-motivet formodes at have skulle beskytte mod onde ånder. Stenen går også under navnet Århusstenen.
Stenen blev fundet som hjørnegrundsten under en nedbrændt vandmølle i Århus. Stenen er udstillet på Moesgård Museum, og maske-motivet indgik tidligere i museets logo.
Stenens runer betyder oversat:
| Citat | Gunulv og Øgot og Aslak og Rolf rejste denne sten efter deres fælle Ful. Han fandt døden ... da konger kæmpede. | Citat |
|       | |       |